# Pont Boieldieu i Rouen
Pont Boieldieu i Rouen är en serie oljemålningar av den franske konstnären Camille Pissarro från 1896. 
Den version som föreställer bron i regnväder, Le Pont Boieldieu à Rouen, temps mouillé, är sedan 1937 utställd på Art Gallery of Ontario i Toronto. Målningen föreställer Pont Boieldieu i Rouen, en bågbro med tre järnvalv som byggdes 1880 över Seine. Bron förstördes 1940 av den retirerande franska armén för att hejda Wehrmachts framryckning under andra världskriget.
Pissarro var mest känd för sina flimrande impressionistiska landskapsmålningar från Pontoise och Éragny-sur-Epte, två lantliga orter nordväst om Paris där han var boende under större delen av sitt verksamma liv. Under 1890-talet drabbades han av en ögoninfektion som gjorde att han fick allt svårare att måla utomhus. Han beslöt då att övergå till stadsbildsmåleri. Han hyrde rum 1896 på Hôtel de Paris (första kvartalet) och Hôtel d’Angleterre (under hösten) som båda överblickade Seine. Från en hög höjd kunde han avbilda det myllrande stadslivet på bron, utmed Rouens kajer och i stadens industrier. Året därpå gjorde han ett liknande upplägg när han målade en serie över Boulevard Montmartre. 
Målningarna är gjorda med kraftiga penseldrag; Pissarro hade vid denna tidpunkt övergett Georges Seurats pointillistiska stil som han tillämpade en period några år tidigare. Han inspirerades av Claude Monets framgång med serien av Höstackar (1888–1891). På samma sätt som Monet målade höstackar under olika ljus- och väderförhållande målade Pissarro Pont Boieldieu i solsken, gråväder, regn och dimma. 

## Urval målningar i serien
| Image | Namn                                                                       | Museum                                                     | Stad       | Storlek (cm) |
| ----- | -------------------------------------------------------------------------- | ---------------------------------------------------------- | ---------- | ------------ |
|       | Le Pont Boieldieu à Rouen, temps mouillé                                   | Art Gallery of Ontario                                     | Toronto    | 74 × 91      |
|       | Le Pont Boieldieu, Rouen, Soleil Couchant                                  | Birmingham Museum and Art Gallery                          | Birmingham | 74,2 × 92,5  |
|       | Le Pont Boieldieu à Rouen, soleil couchant, temps brumeux                  | Musée des Beaux-Arts de Rouen (utlånad från Musée d'Orsay) | Rouen      | 54 × 65      |
|       | Les Ponts Boieldieu et Corneille à Rouen, effet de pluie                   | Staatliche Kunsthalle Karlsruhe                            | Karlsruhe  | 73 × 92      |
|       | Les Ponts Boieldieu à Rouen, matin, temps mouillé Matin, Temps Gris, Rouen | Metropolitan Museum of Art                                 | New York   | 54,3 x 65,1  |
|       | Le Pont Boieldieu et le faubourg Saint-Sever à Rouen                       | Carnegie Museum of Art                                     | Pittsburgh | 74 x 92      |
|       | Rouen, Saint-Sever, Morning (1898)                                         | Honolulu Museum of Art                                     | Honolulu   | 63,5 × 79,4  |